# Kämpferfenster
 Kämpferfenster oder Oberlicht (pl. Oberlichter oder Oberlichte) nennt man Fenster, die oberhalb des Kämpfers einer Tür oder eines Fensters angebracht sind.
Als Kämpfer im architektonischen Sinn bezeichnet man den obersten Stein eines Widerlagers, auf welchem ein Bogen oder ein Gewölbe ruht. Inzwischen wird der Begriff auch für das Kämpferholz oder den steinernen Kämpfer verwendet, welche als durchlaufende waagerechte Riegel den oberen Bereich eines Fensters oder einer Tür vom darunterliegenden Hauptflügel abtrennen. Der Kämpfer in diesem Sinne kann als Verbindungsbalken zwischen den Kämpfersteinen im ursprünglichen Sinne gesehen und auch als Querstock bezeichnet werden.

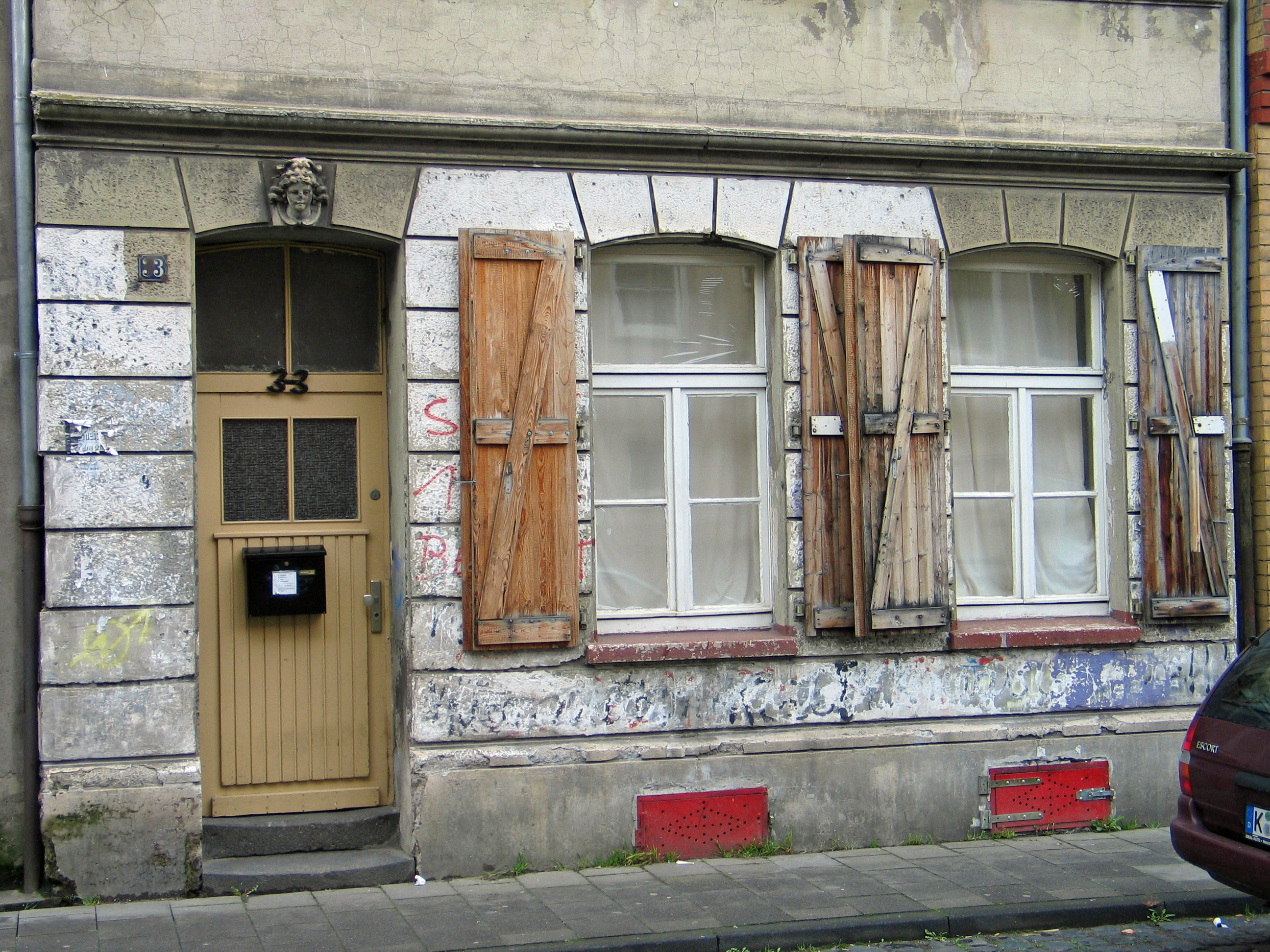
Oberlichter über einer Haustür und Fenstern: Das Kämpferholz der Haustür trägt in seiner Mitte die Hausnummer. Die Kämpfer der Fenster sind als kräftige Querriegel zwischen Hauptflügel und Oberlicht erkennbar (Dreifensterhaus, Marienstraße, Köln-Ehrenfeld)

Der Kämpfer bildet insofern den unteren Anschlag der Oberlichte und kann als zweite, höherliegende Fensterbank ausgebildet sein. Er war ursprünglich ein steinerner Balken, in moderneren Konstruktionen ist der Kämpfer als waagerechter Riegel im entsprechenden Material in vorgefertigten Tür- oder Fensterzargen integriert.

## Grundlagen

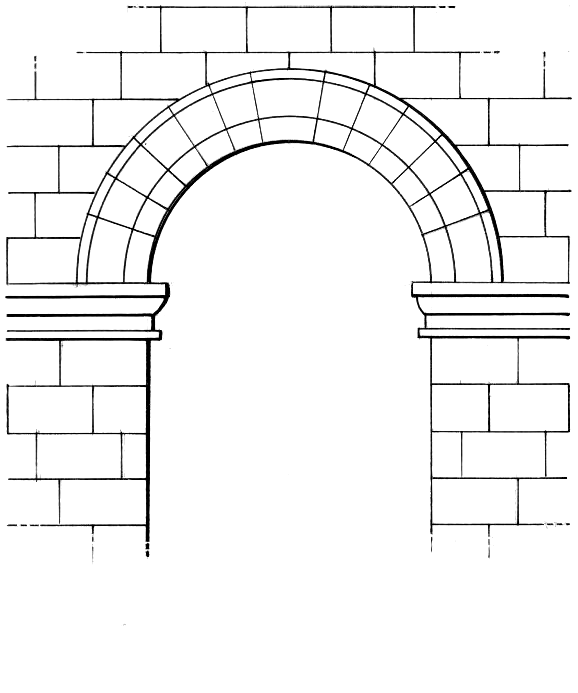
Kämpfer (re. und li.) als profiliertes Gesims hervorgehoben

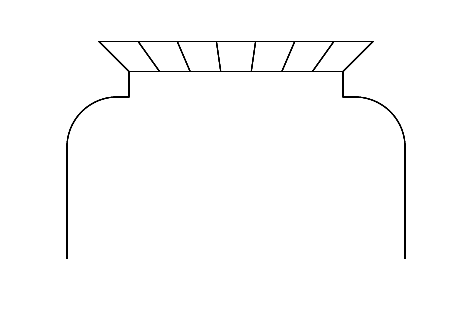
Kragsturzbogen als scheitrechter Bogen mit Kämpfer

Kämpfer (lat. incumba) nennt man ursprünglich jeden besonderen aus der Mauer kragenden, Last tragenden Stein (Widerlager). Über einer Fenster- oder Türöffnung muss ein Mauersturz oder ein Bogen angebracht sein, der die Last des über der Maueröffnung liegenden Mauerwerks ableitet. Ein steinerner Sturz ist bruchgefährdet, da mineralische Baustoffe kaum Zugkräfte aufnehmen können: Er darf daher nicht zu lang sein. Um eine Tür- oder Fensteröffnung dennoch möglichst breit ausführen zu können, lässt man links und rechts zwei Kämpfer aus dem Mauerwerk vorkragen, die einen Sturz tragen, der nun kürzer als die lichte Weite sein kann (Kragsturzbogen). Das ergibt eine typische, oben abgesetzte Tür- oder Fensterform, die sich in historischen Gebäuden weltweit findet. Auch bei einem Gewölbe, das eine Türöffnung überspannt, bildet der Kämpfer Auflager und Ansatz für den Gewölbebogen. Um Tür oder Fenster nicht in die unregelmäßige oder gewölbte Öffnung einpassen zu müssen, wurden die beidseitigen Kämpfersteine auch durch einen durchlaufenden steinernen oder hölzernen Riegel ersetzt, oberhalb dessen eine gesonderte Lichtöffnung oder eine Ausmauerung vorgesehen wurde.
Als die Kämpfer-Sturz-Konstruktion allmählich aufgegeben wird, übernahm dieser Riegel den Namen der Kämpfer, und das Oberlichtfenster wird danach bezeichnet, egal, ob es rechteckig oberhalb des Kämpfers oder halbrund oder anders geformt im Stich des Gewölbes sitzt.

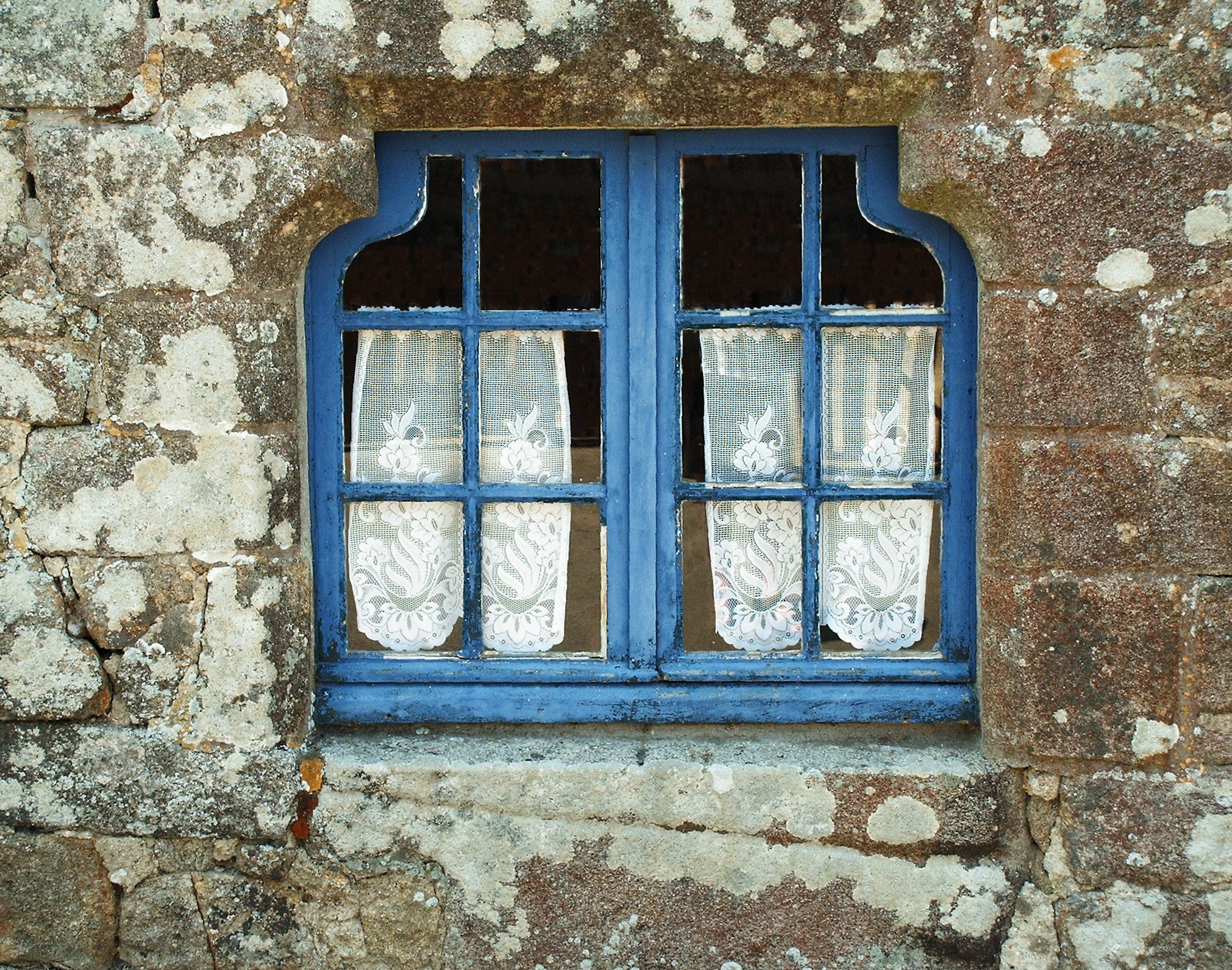
Fenster am Marktplatz von Locronan, Bretagne – Stammform des Kämpferfensters, deutlich erkennbar die beiden Kämpfer und der Sturz
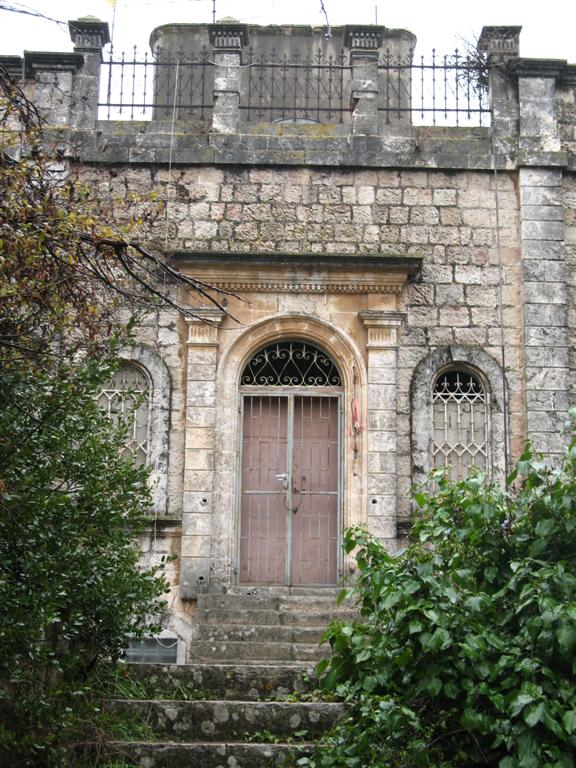
House of Kelk, Jerusalem – Die Verwandtschaft zum Tympanon und der Lünette ist noch lesbar.
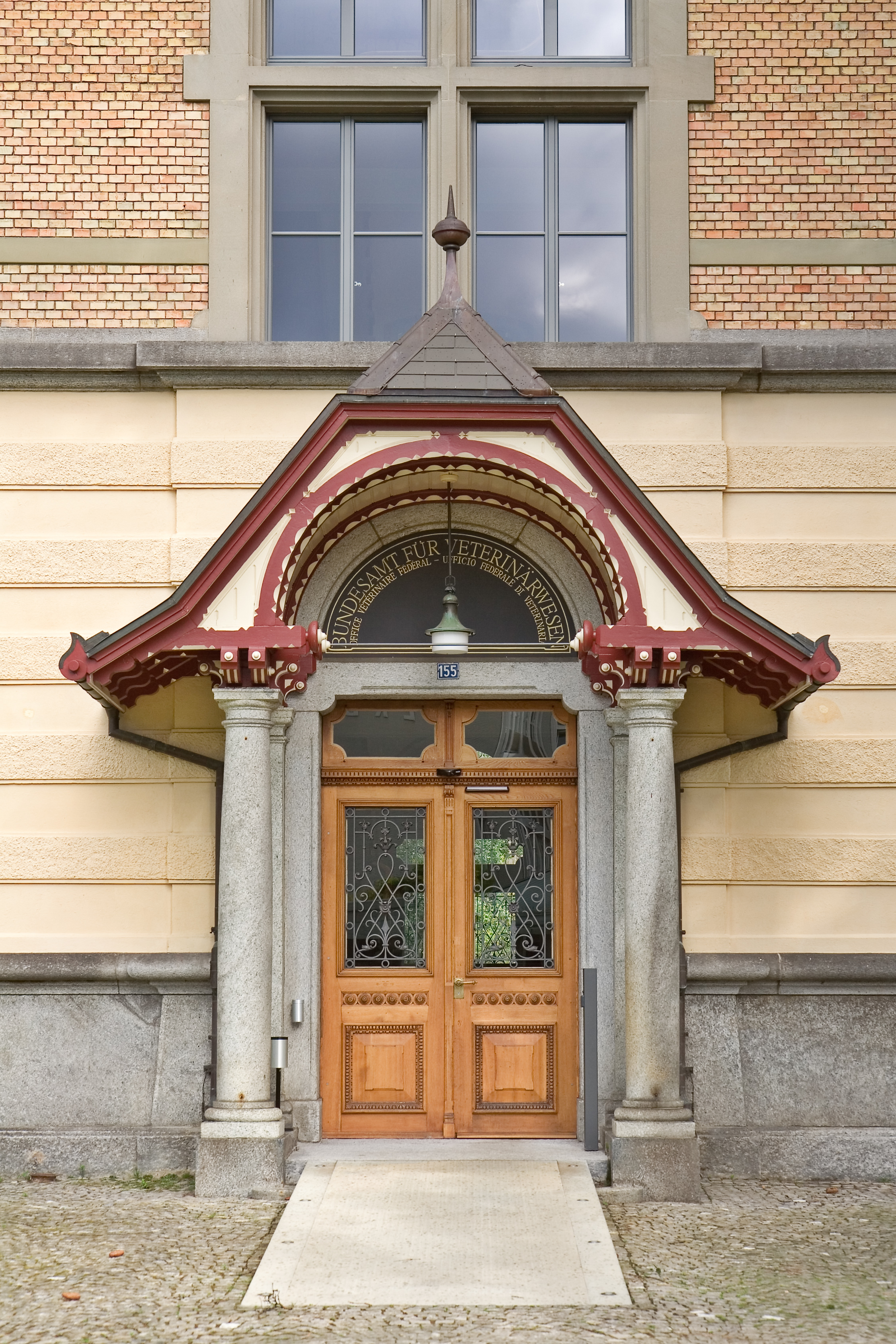
Hauptportal des Bundesamtes für Lebensmittelsicherheit und Veterinärwesen in Liebefeld, Köniz, Schweiz – imitierte Kämpfer am Stock. Die Oberlichte setzt rein ästhetisch an.

## Kämpferfenster bei Türen
Die Kämpferfenster sind meist festverglaste oder kippbare Fenster über Türen. Durch sie kann in der historischen Architektur Licht in den sonst im Allgemeinen fensterlosen Hausflur, oder aus Nebenräumen in einen Korridor geleitet werden. Kämpferfenster finden sich also sowohl bei Haustüren, wo sie ursprünglich meist klein und vergittert gehalten wurden, als auch bei Innentüren, wo sie etwa in Altbauten des 19. Jahrhunderts mit Raumhöhen über 3½ Meter enorme Ausmaße annehmen, und dann den Charakter eines gläsernen Raumtrenners gewinnen.

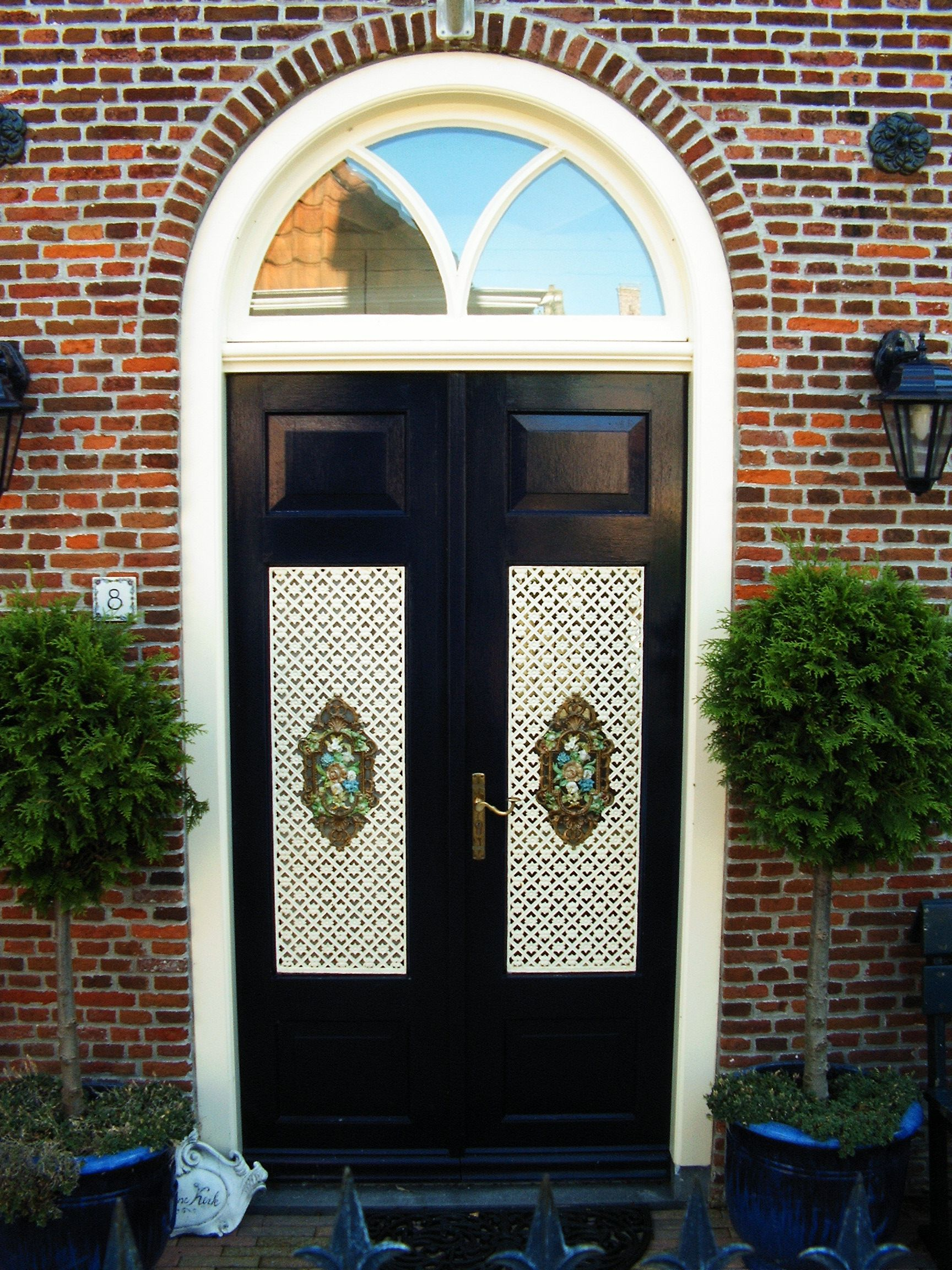
Oberlicht über einer Tür (Hindeloopen, Niederlande)
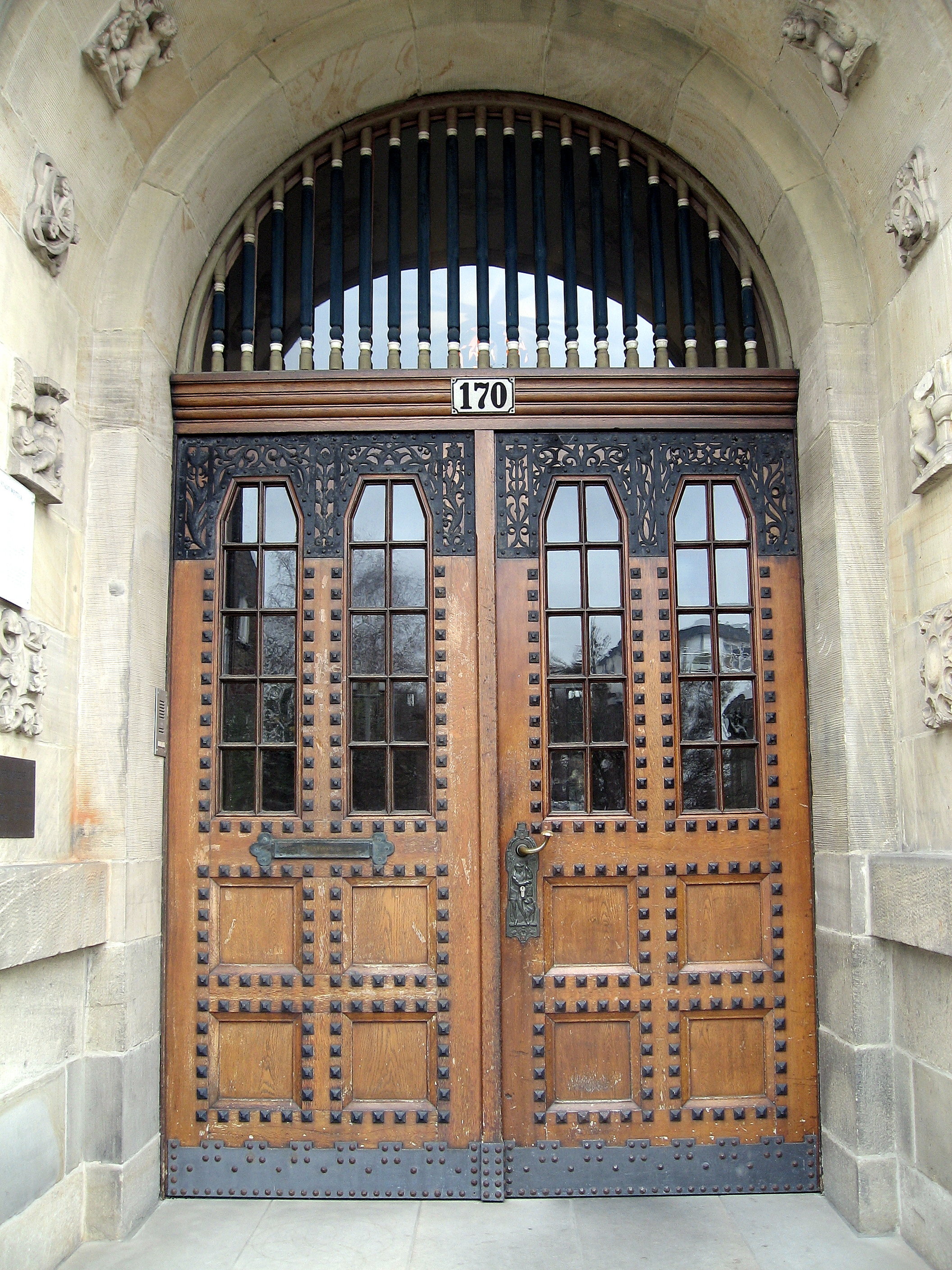
Mächtiges Kämpferfenster über Haustor, beides Klarglas (Rathaus Wetter, Deutschland)
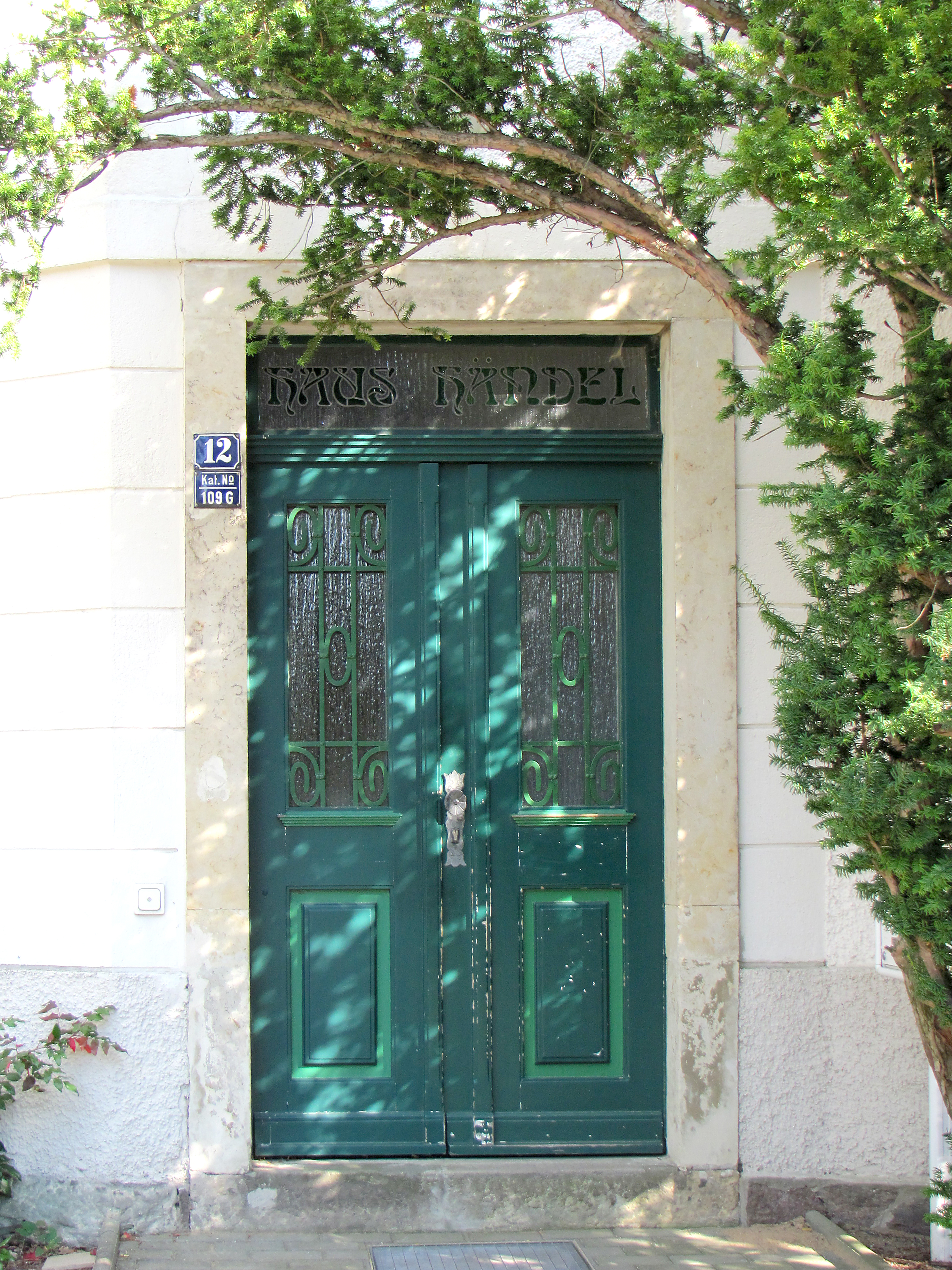
Haustür: Oberlicht mit farbigem Häusernamen, unten Riffelglas (Haus Händel)
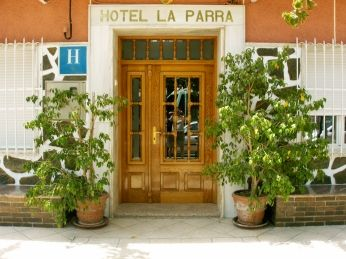
Kämpferlösung mit Seitenverglasung (Hotel La Parra Ctra. Balneario, Archena, Murcia)

## Oberlichter bei Fenstern
Beim Fenster ist das Oberlicht (Oberfenster) ein Fenster, das über den meist öffenbaren Flügeln angebracht ist. Es kann festverglast, dreh-/kippbar oder auch nur kipp- bzw. drehbar sein. Seltener sind die Varianten Klapp- oder Schwingfenster. Durch die Erhöhung der Fensteröffnung kann das Tageslicht tiefer in den entsprechenden Raum gelangen, die gesamte Fensterfläche lässt sich dadurch größer gestalten, ohne die Fensterflügel überdimensionieren zu müssen.

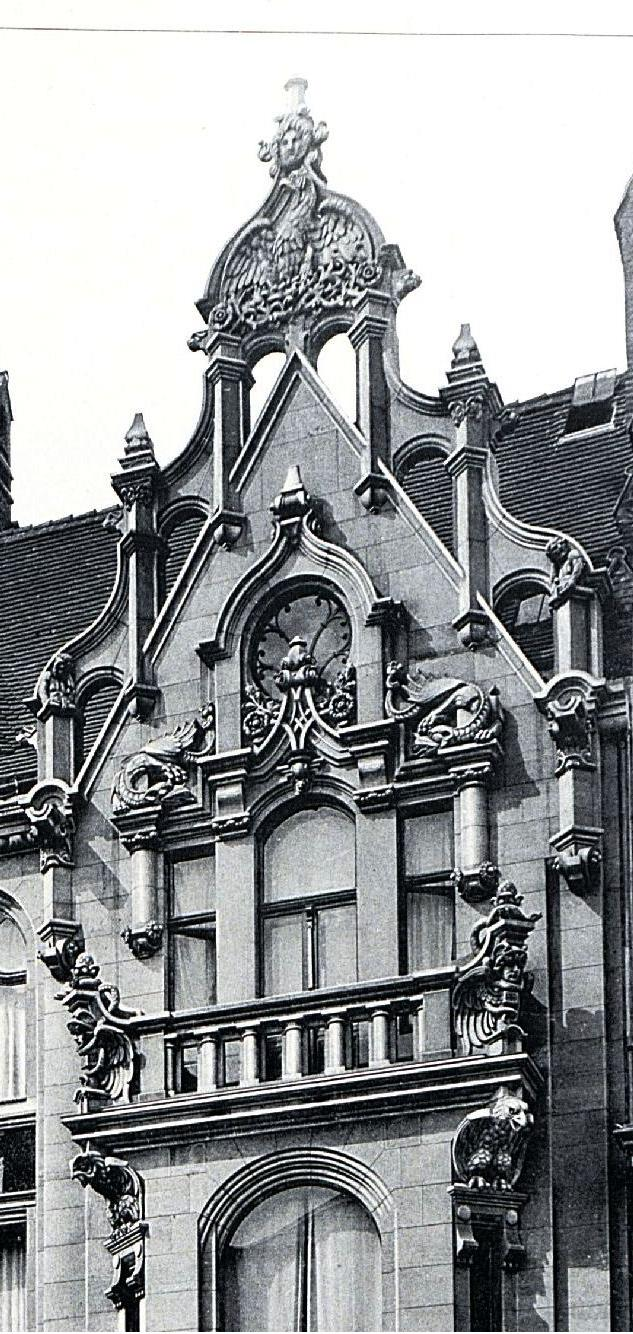
Das breitere, mittlere Fenster wird von einem Oberlicht gekrönt.
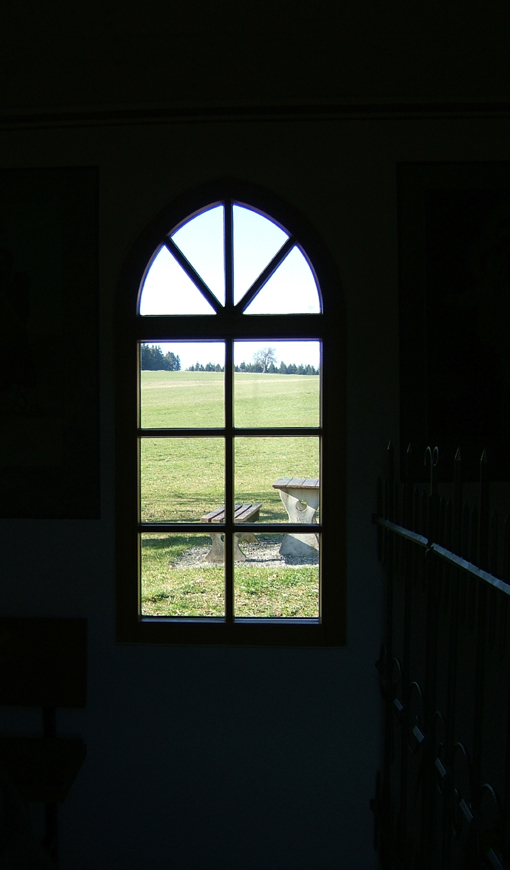
Oberlichte eines Bogenfensters (Kapelle in Deilingen, Deutschland)
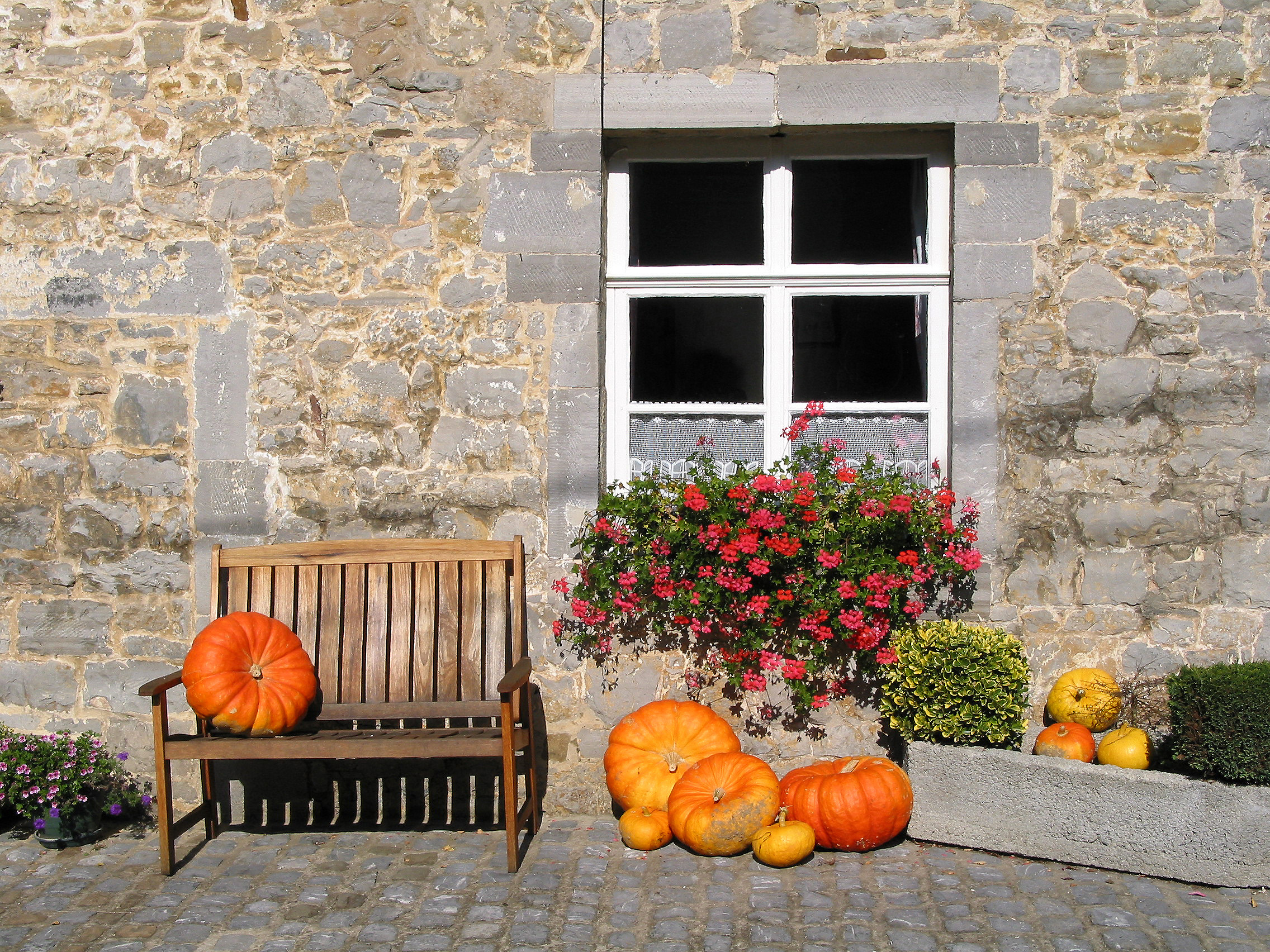
Einfaches Fenster mit Oberfenster (Weillen, Belgien)
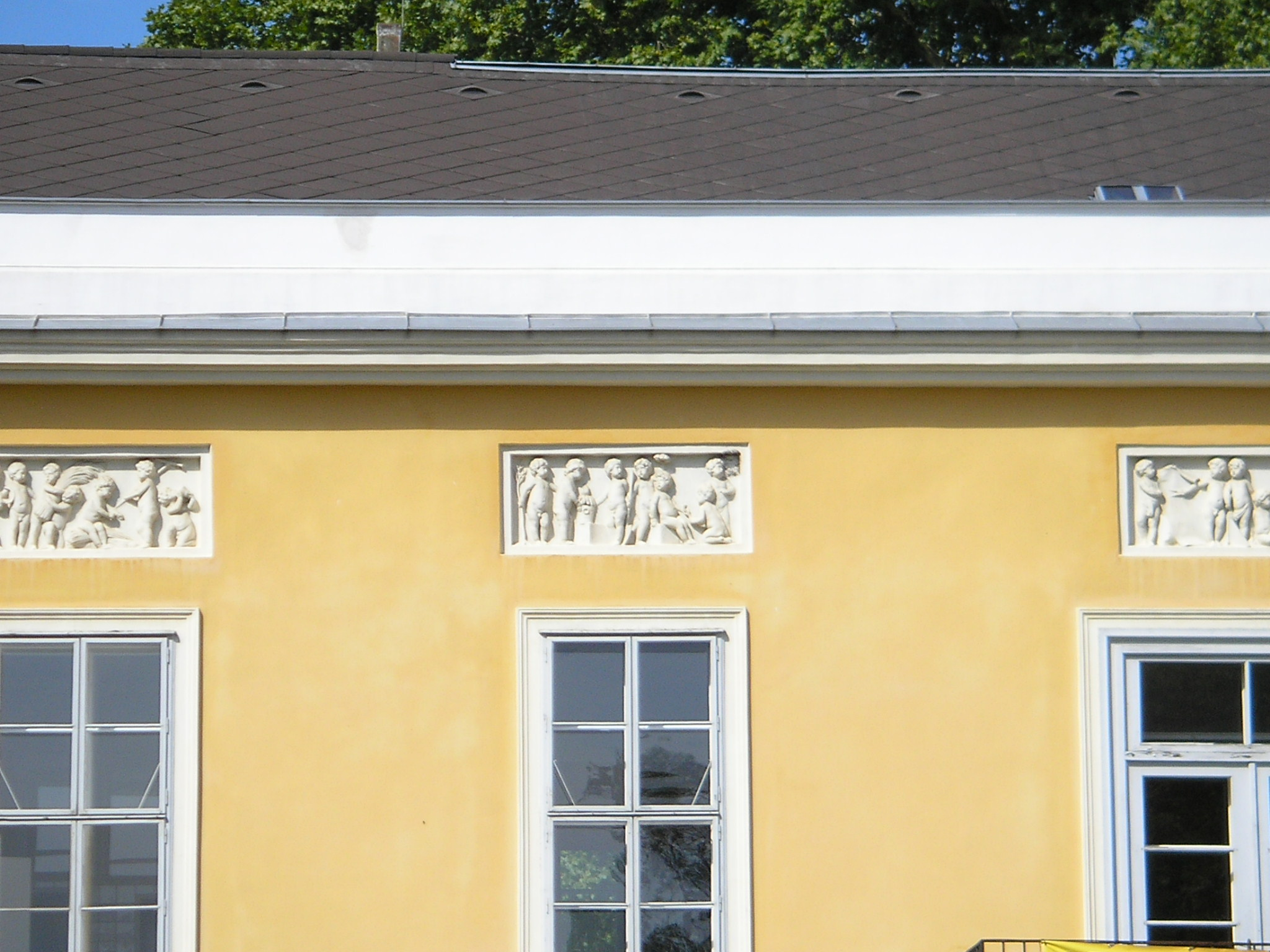
Kämpferfenster als vierscheibiges Sprossenflügelfenster (Schloss Pötzleinsdorf, Österreich)

## Sonstiges
Im Französischen werden Kämpferfenster „Vasistas“ genannt, ausgesprochen wie der deutsche Satz „Was ist das?“. Dies erklärt auch die Wortherkunft: Ende des 18. Jahrhunderts sahen deutsche Besucher in Frankreich das erste Mal Kämpferfenster und stellten dem Hausherrn diese Frage. 1798 erscheint das Wort schließlich das erste Mal in einem französischen Wörterbuch.